# Jatko Peak
Jatko Peak är en bergstopp i Antarktis. Den ligger i Östantarktis. Nya Zeeland gör anspråk på området. Toppen på Jatko Peak är 2 105 meter över havet, eller 96 meter över den omgivande terrängen. Bredden vid basen är 1,7 km.
Terrängen runt Jatko Peak är varierad. Trakten är obefolkad. Det finns inga samhällen i närheten. 